# 가타카
《가타카》(영어: Gattaca 개터카[*])는 1997년에 개봉한 미국의 디스토피아 SF 영화이다. 앤드루 니콜이 감독과 각본을 맡았으며, 이선 호크, 우마 서먼, 주드 로 등이 출연했다. 유전자 조작으로 태어난 사람들이 사회 상층부를 이루는 반면 전통적인 부부 관계로 태어난 사람들은 열등한 존재로 취급받아 사회 하층부로 밀려나는 미래 사회가 배경이다.
영화 제목 “Gattaca”(개터카)는 DNA를 구성하는 네 가지 핵염기인 아데닌, 구아닌, 사이토신, 티민의 머리글자를 딴 A, G, C, T를 조합하여 만든 단어이다.
극장가 흥행에는 실패하였으나 평단으로부터 좋은 평가를 받았다. 2009년 잡지 와이어드는 “와이어드가 가장 사랑하는 SF 영화 20선”을 꼽으며 이 영화를 포함시켰다.

## 줄거리
우생학이 일상이 된 근미래에서는 생체 인증을 이용해 개개인의 유전자형 정보를 수집 및 분류하고, 사람들을 선별된 유전자로 태어난 적격자(valid)와 자연적으로 태어나 유전 질환에 취약한 부적격자(invalid)로 구분하고 있다. 적격자들은 전문직에 배치되는 반면 부적격자들은 허드렛일로 좌천되곤 한다.
개터카(가타카) 항공 우주 회사의 직원 제롬 모로는 토성의 위성인 타이탄의 탐사 임무에 발탁된 상태이다. 그러나 탐사 출발 1주 전에 개터카 관리자가 살해당하면서 이 영화의 갈등이 시작된다. 제롬 모로는 큰 불안감을 느끼는데, 이는 제롬 모로가 실은 유전자 조작을 받지 않고 태어나 행성 탐사 부적격자에 해당하는 ‘빈센트 프리먼’이기 때문이다.
빈센트 프리먼의 부모인 앤토니오와 마리 프리먼 부부는 언젠가 태어날 아들의 이름을 앤토니오에서 따온 앤턴으로 미리 정해 놓았으나, 유전자 조작을 받지 못한 빈센트가 태어나자 앤토니오는 자신의 이름을 물려주는 대신 빈센트라는 이름을 붙인다. 빈센트는 선천적으로 근시에 심장이 약해 30살까지 밖에 살 수 없다는 판정을 받지만 행성 탐사의 꿈을 품는다. 후에 인공 수정을 통해 유전자 조작으로 적격자 동생이 태어나면서 비로소 앤턴이라는 이름을 부여받는다. 앤턴과 차별받으며 살아온 빈센트는 17살 무렵 먼저 해변으로 돌아가는 사람이 지는 치킨 게임 수영 시합에서 앤턴을 이기고, 익사 위기에 몰려 있던 앤턴을 구해준 뒤 가족으로부터 떠난다.
빈센트는 청소부로 일하던 중 개터카에도 파견된다. 이후 빈센트는 다른 이의 신분을 얻어주는 브로커를 통해 교통 사고로 신체가 마비된 전 수영 선수 제롬 모로를 만난다. 그렇게 빈센트는 제롬의 머리카락 등 신체 조직 일부와 피, 오줌 샘플을 활용하여 그의 신분으로 위장해 개터카에 취직하게 된 것이다. 그러나 감독관이 살해되는 사건이 터지고, 엎친데 덮친 격으로 담당 형사로 앤턴이 온 상황에서 빈센트는 불안에 떨며 수사가 종결될 때까지 실제 신분을 힙겹게 숨긴다. 한편 빈센트는 인공적으로 태어났으나 심장 기능 상실 문제로 심우주 탐사에 참여할 수 없는 직장 동료 아이린과 사랑에 빠진다.
범인은 개터카 관리자로부터 타이탄 탐사 임무를 취소하겠다는 협박을 받았던 탐사 파견단 책임자로 밝혀진다. 수사 과정에서 빈센트가 개터카에 있음을 알게 되었던 앤턴은 마지막 치킨 게임 수영 시합을 제안한다. 형제가 좋지 않은 날씨 속에서 헤엄을 치던 도중 앤턴은 더 이상 가면 위험하다고 외친다. 그러나 빈센트는 일전에 앤턴을 이긴 방법이 돌아갈 체력까지 전부 써 버리는 것이었다고 말하며 계속 헤엄쳐 나가고, 먼저 해변으로 돌아가다가 또 한번 익사할 뻔한 앤턴을 구해 육지로 돌아간다.
제롬은 자신은 빈센트에게 신체를 빌려줬지만 빈센트는 자신에게 꿈을 빌려줬다면서, 빈센트가 평생 사용할 만큼의 신체 조직을 남기고 분신자살한다. 끝내 개터카의 타이탄 탐사 임무에 참여하게 된 빈센트는 우주선에 올라 제롬이 건넸던 편지 속에 든 그의 머리카락 몇 올을 바라보며, 자신은 원래 이 세계에 태어나지 말았어야 하는 존재였으며 자신의 신체를 구성하는 모든 원자는 한때 별이었으니 자신은 지금 떠나는 것이 아니라 고향으로 돌아가는 것인지도 모른다는 독백을 남긴다.

## 출연진
- 이선 호크 - 빈센트 프리먼 역
  - 메이슨 갬블 - 빈센트 아역
  - 채드 크리스트 - 10대 빈센트 역
- 우마 서먼 - 아이린 커시니 역
- 주드 로 - 제롬 유진 모로 역
- 로런 딘 - 앤턴 프리먼 역
  - 빈센트 닐슨 - 앤턴 아역
  - 윌리엄 리 스콧 - 10대 앤턴 역
- 고어 비달 - 탐사 파견단장 조저프 역
- 잰더 버클리 - 러마 의사 역
- 제인 브룩 - 마리 프리먼 역
- 엘리어스 커테이어스 - 앤토니오 프리먼 역
- 마이아 루돌프 - 분만 간호사 역
- 블레어 언더우드 - 유전학자 역
- 어니스트 보그나인 - 시저 역
- 토니 셜루브 - 저먼 역
- 앨런 아킨 - 휴고 형사 역
- 딘 노리스 - 경찰관 역
- 켄 머리노 - 기술자 역
- 신시아 마텔스 - 캐번디시 역
- 개브리엘 리스 - 개터카 트레이너 역

## 기타 제작진
- 배역: 프랜신 메이즐러
- 미술: 얀 룰프스
- 의상: 콜린 애트우드

## 주제
그리 멀지 않은 미래를 그린 이 영화에서 인류는 인공 수정과 우생학의 발달로 유전자 조작을 통해 태생적으로 우월하고 선천적 질병과 장애로부터 안전한 자식을 출산하고 있다. 이러한 혜택은 인류 전체에게 주어지지 않고 사회 지도층의 지위 보호를 위해 사용된다.
영화 내 유전자 조작 기술 발전은 현실에서도 진행 중이며 갈수록 그 속도가 빨라지고 있는 게 현실이다. 결국 영화 내 모습은 곧 현실 세계의 모습이 될 것이다. 이 영화는 그러한 상황에 닥쳤을 때 우리가 가져야 할 자세와 대비책을 이야기하고 있다. 또한 극 후반부에서 빈센트가 앤턴과의 수영 시합 중 앤턴을 두 번이나 이기는 것과 그 과정에서 빈센트가 내뱉는 대사는 미래의 기술 발전으로 인한 유전 공학의 발달은 결코 절대적이지 않으며 그에 대한 차별 역시 무의미하다는 메시지를 전한다.

## 우리말 녹음
KBS 성우진
KBS-1에서 2002년 10월 3일 한국어로 번역되어 방영되었다.
- 김일 - 빈센트 프리먼(이선 호크)
- 서혜정 - 아이린 커시니(우마 서먼)
- 최흘
- 황원
- 남궁윤
- 유민석
- 이진화
- 안종익
- 김민석
- 이재용
- 김순영
- 김관진
- 김희선
- 안용욱

## 같이 보기
- 보조생식술
- 트랜스휴머니즘